# Gare de Lutzelhouse
Gare de Muhlbach-sur-Bruche - Lutzelhouse vasútállomás Franciaországban, Lutzelhouse településen.

## Vasútvonalak
Az állomást az alábbi vasútvonalak érintik:
- Strasbourg–Saint-Dié-vasútvonal

## Kapcsolódó állomások
A vasútállomáshoz az alábbi állomások vannak a legközelebb:
- Gare de Wisches
- Gare de Mullerhof